# Стиван
44°47′ пн. ш. 14°23′ сх. д. / 44.78° пн. ш. 14.38° сх. д.
Стиван (хорв. Stivan) — населений пункт у Хорватії, в Приморсько-Горанській жупанії у складі міста Црес.

## Населення
Населення за даними перепису 2011 року становило 40 осіб.
Динаміка чисельності населення поселення:

## Клімат
Середня річна температура становить 14,12 °C, середня максимальна – 26,95 °C, а середня мінімальна – 1,77 °C. Середня річна кількість опадів – 1004 мм.
| Клімат поселення                              | Клімат поселення | Клімат поселення | Клімат поселення | Клімат поселення | Клімат поселення | Клімат поселення | Клімат поселення | Клімат поселення | Клімат поселення | Клімат поселення | Клімат поселення | Клімат поселення | Клімат поселення |
| Показник                                      | Січ.             | Лют.             | Бер.             | Квіт.            | Трав.            | Черв.            | Лип.             | Серп.            | Вер.             | Жовт.            | Лист.            | Груд.            |                  |
| Середній максимум, °C                         | 9,77             | 9,91             | 12,72            | 16,30            | 21,10            | 25,27            | 26,92            | 26,95            | 22,40            | 17,87            | 12,94            | 10,21            |                  |
| Середня температура, °C                       | 5,77             | 5,91             | 8,72             | 12,29            | 17,08            | 21,28            | 23,78            | 23,81            | 19,26            | 14,72            | 9,80             | 7,07             |                  |
| Середній мінімум, °C                          | 1,77             | 1,91             | 4,70             | 8,29             | 13,07            | 17,27            | 20,64            | 20,66            | 16,12            | 11,58            | 6,66             | 3,91             |                  |
| Норма опадів, мм                              | 85               | 70               | 69               | 72               | 65               | 71               | 41               | 66               | 104              | 127              | 131              | 103              |                  |
| Середньомісячна швидкість вітру, м/с          | 3.06             | 3.25             | 3.29             | 3.10             | 2.78             | 2.62             | 2.62             | 2.60             | 2.77             | 3.01             | 3.41             | 3.32             |                  |
| Середньомісячна сонячна радіація, кДж/м²·день | 4656             | 7435             | 10939            | 15598            | 20096            | 21765            | 23268            | 20001            | 14736            | 9436             | 5067             | 3914             |                  |
| --------------------------------------------- | ---------------- | ---------------- | ---------------- | ---------------- | ---------------- | ---------------- | ---------------- | ---------------- | ---------------- | ---------------- | ---------------- | ---------------- | ---------------- |
| Джерело:                                      |                  |                  |                  |                  |                  |                  |                  |                  |                  |                  |                  |                  |                  |